# Белфе
Белфе (фр. Belfays) насеље је и општина у источној Француској у региону Франш-Конте, у департману Ду која припада префектури Монбелијар.
По подацима из 2011. године у општини је живело 112 становника, а густина насељености је износила 35,0 становника/km². Општина се простире на површини од 3,2 km². Налази се на средњој надморској висини од 800 метара (максималној 980 m, а минималној 795 m).

## Демографија
| 1962. | 1968. | 1975. | 1982. | 1990. | 1999. | 2011. |
| ----- | ----- | ----- | ----- | ----- | ----- | ----- |
| 54    | 63    | 51    | 78    | 78    | 81    | 112   |

График промене броја становника у току последњих година